# Du (Peter Maffay)
Du was de debuutsingle van Peter Maffay uit 1970. In januari van dat jaar werd het nummer op single uitgebracht. De single werd in 1970 een groot succes en is een van de grootste hits uit de jaren '70. Het nummer stond 28 weken in de West-Duitse hitparade, waarvan 13 weken op de eerste positie. De plaat werd in 1971 opnieuw uitgebracht en stond in Nederland vijf weken en in België vier weken op de nummer 1-positie in de hitlijsten.
In Nederland werd de plaat destijds veel gedraaid op Radio Veronica, Radio Noordzee Internationaal, Mi Amigo, Radio Caroline en Hilversum 3. De plaat werd een gigantische hit en bereikte de nummer 1-positie in zowel de Nederlandse Top 40 op Radio Veronica als in de Hilversum 3 Top 30 op Hilversum 3.
Ook in België bereikte de plaat de nummer 1-positie in zowel de Vlaamse Ultratop 50 als de Vlaamse Radio 2 Top 30.
In 1986 werd de plaat gecoverd door André Hazes onder de titel Jij bent alles, waarmee hij in de destijds twee hitlijsten op Radio 3 de top 10 bereikte in zowel de Nederlandse Top 40 als de Nationale Hitparade.

## Hitnoteringen

### Nederlandse Top 40
| Hitnotering: 06-02-1971 t/m 29-05-1971 | Hitnotering: 06-02-1971 t/m 29-05-1971 | Hitnotering: 06-02-1971 t/m 29-05-1971 | Hitnotering: 06-02-1971 t/m 29-05-1971 | Hitnotering: 06-02-1971 t/m 29-05-1971 | Hitnotering: 06-02-1971 t/m 29-05-1971 | Hitnotering: 06-02-1971 t/m 29-05-1971 | Hitnotering: 06-02-1971 t/m 29-05-1971 | Hitnotering: 06-02-1971 t/m 29-05-1971 | Hitnotering: 06-02-1971 t/m 29-05-1971 | Hitnotering: 06-02-1971 t/m 29-05-1971 | Hitnotering: 06-02-1971 t/m 29-05-1971 | Hitnotering: 06-02-1971 t/m 29-05-1971 | Hitnotering: 06-02-1971 t/m 29-05-1971 | Hitnotering: 06-02-1971 t/m 29-05-1971 | Hitnotering: 06-02-1971 t/m 29-05-1971 | Hitnotering: 06-02-1971 t/m 29-05-1971 | Hitnotering: 06-02-1971 t/m 29-05-1971 | Hitnotering: 06-02-1971 t/m 29-05-1971 |
| Week                                   | 1                                      | 2                                      | 3                                      | 4                                      | 5                                      | 6                                      | 7                                      | 8                                      | 9                                      | 10                                     | 11                                     | 12                                     | 13                                     | 14                                     | 15                                     | 16                                     | 17                                     |                                        |
| -------------------------------------- | -------------------------------------- | -------------------------------------- | -------------------------------------- | -------------------------------------- | -------------------------------------- | -------------------------------------- | -------------------------------------- | -------------------------------------- | -------------------------------------- | -------------------------------------- | -------------------------------------- | -------------------------------------- | -------------------------------------- | -------------------------------------- | -------------------------------------- | -------------------------------------- | -------------------------------------- | -------------------------------------- |
| Positie                                | 19                                     | 6                                      | 4                                      | 2                                      | 1                                      | 1                                      | 1                                      | 1                                      | 1                                      | 2                                      | 2                                      | 4                                      | 7                                      | 12                                     | 19                                     | 24                                     | 38                                     | uit                                    |

### Hilversum 3 Top 30/Daverende Dertig
| Hitnotering: 06-02-1971 t/m 15-05-1971 | Hitnotering: 06-02-1971 t/m 15-05-1971 | Hitnotering: 06-02-1971 t/m 15-05-1971 | Hitnotering: 06-02-1971 t/m 15-05-1971 | Hitnotering: 06-02-1971 t/m 15-05-1971 | Hitnotering: 06-02-1971 t/m 15-05-1971 | Hitnotering: 06-02-1971 t/m 15-05-1971 | Hitnotering: 06-02-1971 t/m 15-05-1971 | Hitnotering: 06-02-1971 t/m 15-05-1971 | Hitnotering: 06-02-1971 t/m 15-05-1971 | Hitnotering: 06-02-1971 t/m 15-05-1971 | Hitnotering: 06-02-1971 t/m 15-05-1971 | Hitnotering: 06-02-1971 t/m 15-05-1971 | Hitnotering: 06-02-1971 t/m 15-05-1971 | Hitnotering: 06-02-1971 t/m 15-05-1971 | Hitnotering: 06-02-1971 t/m 15-05-1971 | Hitnotering: 06-02-1971 t/m 15-05-1971 |
| Week                                   | 1                                      | 2                                      | 3                                      | 4                                      | 5                                      | 6                                      | 7                                      | 8                                      | 9                                      | 10                                     | 11                                     | 12                                     | 13                                     | 14                                     | 15                                     |                                        |
| -------------------------------------- | -------------------------------------- | -------------------------------------- | -------------------------------------- | -------------------------------------- | -------------------------------------- | -------------------------------------- | -------------------------------------- | -------------------------------------- | -------------------------------------- | -------------------------------------- | -------------------------------------- | -------------------------------------- | -------------------------------------- | -------------------------------------- | -------------------------------------- | -------------------------------------- |
| Positie                                | 21                                     | 13                                     | 6                                      | 2                                      | 1                                      | 1                                      | 1                                      | 1                                      | 1                                      | 4                                      | 5                                      | 8                                      | 11                                     | 14                                     | 23                                     | uit                                    |

### NPO Radio 2 Top 2000
| Nummer met noteringen in de NPO Radio 2 Top 2000 | '99 | '00 | '01 | '02 | '03 | '04 | '05 | '06 | '07 | '08 | '09 | '10 | '11 | '12 | '13 | '14 | '15 | '16 | '17 | '18 | '19 | '20 | '21 | '22 | '23 | '24 |
| ------------------------------------------------ | --- | --- | --- | --- | --- | --- | --- | --- | --- | --- | --- | --- | --- | --- | --- | --- | --- | --- | --- | --- | --- | --- | --- | --- | --- | --- |
| Du                                               | 145 | 170 | 223 | 210 | 133 | 206 | 221 | 136 | 173 | 153 | 147 | 160 | 180 | 234 | 268 | 278 | 332 | 303 | 266 | 326 | 270 | 263 | 287 | 312 | 337 | 314 |

1. ↑  Een vetgedrukt getal geeft de hoogste notering aan.

### NPO Radio 5 Evergreen Top 1000
| Evergreen Top 1000 "Du" | Evergreen Top 1000 "Du" | Evergreen Top 1000 "Du" | Evergreen Top 1000 "Du" | Evergreen Top 1000 "Du" | Evergreen Top 1000 "Du" | Evergreen Top 1000 "Du" | Evergreen Top 1000 "Du" | Evergreen Top 1000 "Du" | Evergreen Top 1000 "Du" | Evergreen Top 1000 "Du" | Evergreen Top 1000 "Du" | Evergreen Top 1000 "Du" | Evergreen Top 1000 "Du" | Evergreen Top 1000 "Du" | Evergreen Top 1000 "Du" | Evergreen Top 1000 "Du" |
| Jaar                    | 2008                    | 2009                    | 2010                    | 2011                    | 2012                    | 2013                    | 2014                    | 2015                    | 2016                    | 2017                    | 2018                    | 2019                    | 2020                    | 2021                    | 2022                    | 2023                    |
| ----------------------- | ----------------------- | ----------------------- | ----------------------- | ----------------------- | ----------------------- | ----------------------- | ----------------------- | ----------------------- | ----------------------- | ----------------------- | ----------------------- | ----------------------- | ----------------------- | ----------------------- | ----------------------- | ----------------------- |
| Positie                 | 7                       | 13                      | 37                      | 9                       | 10                      | 4                       | 5                       | 2                       | 3                       | 4                       | 2                       | 2                       | 3                       | 3                       | 3                       | 3                       |